# Łopkajny
Łopkajny (dawniej Lopkajny, niem. Lopkeim) – kolonia w Polsce położona w województwie warmińsko-mazurskim, w powiecie olsztyńskim, w gminie Gietrzwałd. W latach 1975–1998 miejscowość administracyjnie należała do województwa olsztyńskiego.
Wieś, należąca do parafii w Łukcie. Nazwa wsi jest pochodzenia pruskiego, od laba – dobry, bogaty i kaym – dwór, wieś.

## Historia
Wieś nad jeziorem Łoby (Lobben-See), wymieniana w dokumentach z 1540 r. W tym czasie wieś należała do Anthoniusa Borcka, a w Lopkajnach żyli chłopi: Valent (Walenty), Simon (Szymon), Lazer (Łazar, Łazasz) i Michel (Michał). W 1543 r. wieś wymieniana jako posiadająca 20 włók ziemi.